# Lyria
A TGV Lyria a Franciaországot és Svájcot összekötő TGV vasúti járatok márkaneve. A Lyria egyben egy vállalat is, amely a szolgáltatást a franciaországi SNCF és a svájci Szövetségi Vasutak személyzetének felhasználásával végzi - a személyzet egy francia és egy svájci vonatvezetőből áll a teljes útvonalon. Központja Franciaországban található.

## Vállalati státusz
A társaság eredetileg az SNCF és az SBB CFF FFS közötti gazdasági érdekcsoport volt, amelynek célja a Gare de Lyon (Párizs) és Lausanne/Bern közötti TGV-szolgáltatás létrehozása volt. Ma a társaság hivatalosan a francia jog szerint korlátolt felelősségű társaság (Société par actions simplifiée / SAS). Az SNCF a tőke 74%-át, az SBB CFF FFS pedig a fennmaradó 26%-ot birtokolja.

## Története
1961 közepétől a Párizs és Lausanne közötti útvonalon a Trans Europ Express Cisalpin vonatok közlekedtek, amelyek Milánóig közlekedtek tovább. Ezt a járatot 1984. január 22-én egy új TGV-járat váltotta fel három áramnemű vonófejekkel ("mozdonyokkal"), bár a járatokat Lausanne-ig visszavágták. A korábbi TEE szellemében a vonatokat nevekkel keresztelték el: Champs-Élysées, Lemano, Lutetia és Cisalpin. 1987. május 31-én a vonatközlekedés EuroCity néven újjáalakult. Ekkorra már a Bernbe közlekedő járat is elindult.
A GIE-t először 1993. május 23-án hozták létre, hogy a Párizs és Lausanne/Bern közötti szakaszokat üzemeltesse. A Genfbe irányuló szolgáltatás ekkor még nem terjedt ki. 1995-1996 telén Lausanne és Brigue között napi egy oda-vissza járatot indítottak, hogy a Rhône-völgyi síparadicsomokat kiszolgáló állomásokon is megálljanak. A többi hasonló szolgáltatást nyújtó vonathoz hasonlóan ezek a vonatok is TGV des Neiges néven közlekedtek. 1997. szeptember 28-án a szolgáltatást némileg átszervezték, és Ligne de Cœur néven újjáalakították, a gördülőállományt pedig új festéssel látták el. A Lyria nevet 2002. március 4-én alkalmazták először a szolgáltatásra. Ez a név aztán lassan az összes Franciaország és Svájc közötti TGV-járatot jelölte, és 2005 januárja körül a Párizs-Genf vonatokra is ezt a nevet alkalmazták. A genfi járat 1981 óta létezett az LGV Sud-Est részeként.
2005 végén a Lyria elszállította a 3 milliomodik utasát.
A TGV Est 2007. júniusi megnyitása után a Lyria Párizs és Zürich közötti járatai a korábbi útvonal helyett az újonnan épített vonalon közlekedtek, Strasbourg, Colmar, Mulhouse és Bázel érintésével. Ennek következtében a Párizsból induló járatok 2011-ig a Gare de l'Est pályaudvarról indultak a Gare de Lyon helyett. A szolgáltatás most már új járműveket használ, a TGV POS-t.
2011 februárjában bejelentették a szolgáltatás fejlesztését: a 19 TGV POS vonatból álló flotta megnövelt járatsűrűséget biztosít.
2010. december 12. óta a Bourg-en-Bresse-t és Bellegarde-sur-Valserine-t összekötő Haut-Bugey vonal felújításával javult a menetidő a Párizs-Genf vonalon. Addig csak a vonal nyugati része volt nyitva (Oyonnax-ig), a projektnek köszönhetően a vonal teljes hosszában helyreállt. A Párizs és Genf közötti menetidő 30 perccel, 3 óra 5 percre csökkent, és a pályakapacitás is nőtt, így a korábbi hét helyett naponta kilenc vonat közlekedhetett mindkét irányba.
2011-ben az LGV Rhin-Rhône befejezésével a Párizs és Bázel/Zürich közötti utazási idő 30 perccel csökkent, Dijon, Mulhouse és Bázel érintésével. A párizsi indulási állomás visszatért a Gare de Lyon-ra.

## Járműállomány

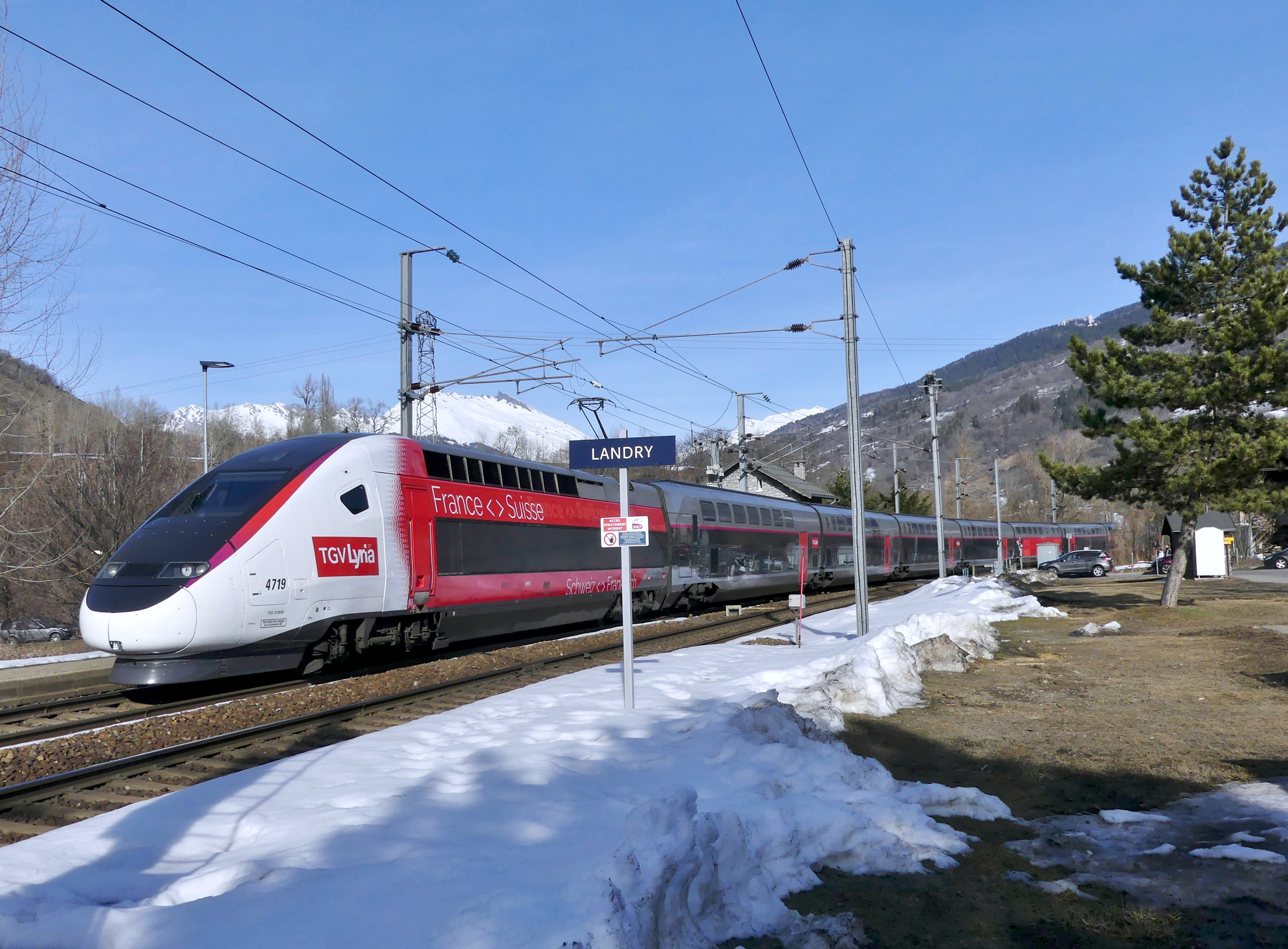
TGV Lyria szerelvény

A Párizs és Lausanne, Bern és Zürich közötti útvonalon új TGV Sud-Est három áramnemű motorvonatokat használtak, amelyek közül 7 vonat az SNCF, 2 pedig a CFF tulajdonában van (112-es és 114-es számú vonat). 2006 nyara óta minden vonatot felújítottak a jobb szolgáltatási minőség érdekében. A legnagyobb sebességet az LGV Sud-Est Aisy-sous-Thil (Dijon-tól nyugatra) és Valenton (Párizs közelében) között éri el.
A Genf felé közlekedő járatok a "klasszikus" TGV Sud-Est felszereléssel közlekedtek, azaz a TGV Duplex által leváltott kétáramú szerelvényekkel. A vonatokon - a Genfbe közlekedő vonatok kivételével - korábban a Ligne de cœur logó szerepelt; ezt 2006-ban lassan felváltotta a TGV Lyria logó, és csak a régi, piros szegélyű festés maradt meg. A CFF logó is felkerült a kocsikra 2006 áprilisában.
Az LGV Est 2007-es megnyitása óta a Bázel/Zürich felé közlekedő járatokat az új TGV POS, valamint a felújított TGV Réseau vonatokkal közlekedtették. 2012-ben a francia nemzeti vasúttársaság a TGV POS teljes flottáját átadta a Lyria-nak. 2019-ben a Lyria 30%-kal növelte a kínált férőhely-kapacitását, mivel az egyenként 355 férőhelyes egyszintes vonatokat 15 darab, egyenként 507 férőhelyes TGV kétszintes szerelvényre cserélte.

## Állomások
| Név                                 | Ország        | Közigazgatási egység                | Vasútvonal | Szolgáltatások | Kép |
| ----------------------------------- | ------------- | ----------------------------------- | --- | --- | --- |
| Bahnhof Genève-Cornavin             | Svájc         | Genf                                | Lausanne–Genf-vasútvonal Châtelaine (bif) - la frontière vers Bellegarde-vasútvonal Cornavin–Eaux-Vives–Annemasse-vasútvonal Lyon–Genf-vasútvonal                                                      | Lyria IC 1 EuroCity RegioExpress Léman Express Line 6 Léman Express Line 5 Léman Express Line 1 Léman Express Line 2 Léman Express Line 3 Léman Express Line 4 IC 5 Chambéry − Culoz − Genève |     |
| Gare de Belfort - Montbéliard TGV   | Franciaország | Meroux-Moval Territoire de Belfort  | LGV Rhin-Rhône | TGV TGV inOui Lyria RegioExpress |     |
| Gare de Bellegarde                  | Franciaország | Bellegarde-sur-Valserine Valserhône | Lyon–Genf-vasútvonal Bourg-en-Bresse-Bellegarde-vasútvonal Léaz–Saint-Gingolph-vasútvonal | TGV Lyria Léman Express Line 6 St Gervais / Évian / Genève → Bellegarde → Lyon Chambéry − Culoz − Genève |     |
| Gare de Bourg-en-Bresse             | Franciaország | Bourg-en-Bresse                     | Mouchard-Bourg-en-Bresse-vasútvonal Bourg-en-Bresse-Bellegarde-vasútvonal Mâcon-Ambérieu-vasútvonal Lyon-Saint-Clair-Bourg-en-Bresse-vasútvonal Bahnstrecke Chalon-sur-Saône–Bourg-en-Bresse           | TGV Lyria BESANÇON VIOTTE // LONS-LE-SAUNIER // BOURG-EN-BRESSE BOURG-EN-BRESSE // DIJON Oyonnax - Bourg-en-Bresse - (Lyon) Bourg-en-Bresse - Lyon Mâcon − Bourg en Bresse − Ambérieu |     |
| Gare de Cannes                      | Franciaország | Cannes                              | Marseille–Ventimiglia-vasútvonal | TGV Intercités Lyria ligne 3 ligne 4 ligne 6 |     |
| Gare de Dijon-Ville                 | Franciaország | Dijon                               | Párizs–Marseille-vasútvonal Dijon-Ville-Is-sur-Tille-vasútvonal Dijon-Ville-Saint-Amour-vasútvonal Dijon–Vallorbe-vasútvonal Dijon-Ville-Épinac-vasútvonal                                             | TGV Intercités Lyria Trenitalia France BOURG-EN-BRESSE // DIJON AUXERRE // DIJON LYON // MÂCON // DIJON BESANÇON VIOTTE // DOLE // DIJON IS-SUR-TILLE // DIJON // LES LAUMES C06 Reims Châlons-en-Champagne Dijon C04 Mulhouse /Dijon Troyes Paris-Est L07 Nancy Neufchâteau Dijon                                                                 |     |
| Gare de Dole-Ville                  | Franciaország | Dole                                | Dijon–Vallorbe-vasútvonal Chagny–Dole railway line Dole–Belfort-vasútvonal | TGV Lyria DOLE // PONTARLIER // SAINT-CLAUDE BESANÇON VIOTTE // DOLE // DIJON |     |
| Gare de Frasne                      | Franciaország | Frasne                              | Dijon–Vallorbe-vasútvonal Frasne–Les Verrières-vasútvonal | TGV Lyria VALLORBE // FRASNE // PONTARLIER DOLE // PONTARLIER // SAINT-CLAUDE |     |
| Gare de Lyon-Part-Dieu              | Franciaország | Lyon                                | Lyon–Genf-vasútvonal Párizs–Marseille-vasútvonal | TGV Intercités Eurostar Alta Velocidad Española Ouigo Lyria Elipsos Annecy - Aix - Lyon ligne 10 LYON // MÂCON // DIJON LYON // PARAY-LE-MONIAL // NEVERS Bourg-Saint-Maurice - Chambéry - (Lyon) St Gervais / Évian / Genève → Bellegarde → Lyon Bourg-en-Bresse - Lyon (Chambéry) - Culoz - Ambérieu - Lyon Chambéry - Lyon Saint-Étienne - Lyon |     |
| Gare de Marseille-Saint-Charles     | Franciaország | Marseille Saint-Charles             | Párizs–Marseille-vasútvonal Marseille–Ventimiglia-vasútvonal Lyon-Perrache-Grenoble-Marseille-vasútvonal Marseille-Saint-Charles-Marseille-Joliette-vasútvonal L’Estaque–Marseille-Joliette-vasútvonal | TGV Intercités Thalys Eurostar Ouigo Lyria TER Auvergne-Rhône-Alpes TER Occitanie Elipsos Alta Velocidad Española ligne 1 TGV inOui ligne 02 ligne 6 ligne 07A ligne 07B ligne 08 ligne 09 ligne 10 ligne 11 ligne 12 ligne 13 |     |
| Gare de Mouchard                    | Franciaország | Mouchard                            | Dijon–Vallorbe-vasútvonal Mouchard-Bourg-en-Bresse-vasútvonal | TGV Lyria BESANÇON VIOTTE // LONS-LE-SAUNIER // BOURG-EN-BRESSE DOLE // PONTARLIER // SAINT-CLAUDE |     |
| Gare de Mulhouse-Ville              | Franciaország | Mulhouse                            | Párizs–Mulhouse-vasútvonal Strasbourg–Bázel-vasútvonal Müllheim–Mulhouse-vasútvonal | TGV Lyria TER 200 A15 Mulhouse Saint-Louis Bâle A01 Strasbourg Mulhouse Bâle A02a Strasbourg Sélestat Colmar (Mulhouse) A02b (Strasbourg) Colmar Bollwiller Mulhouse A16 Mulhouse Belfort A17 Mulhouse Thann Kruth C04 Mulhouse /Dijon Troyes Paris-Est                                                                                            |     |
| Gare de Nurieux                     | Franciaország | Nurieux-Volognat                    | Bourg-en-Bresse-Bellegarde-vasútvonal | Lyria Oyonnax - Bourg-en-Bresse - (Lyon) |     |
| Gare de Toulon                      | Franciaország | Toulon                              | Marseille–Ventimiglia-vasútvonal | TGV Intercités Lyria ligne 1 ligne 02 ligne 6 |     |
| Gare de Valence-Rhône-Alpes-Sud TGV | Franciaország | Alixan                              | Combs-la-Ville-Saint-Louis-vasútvonal LGV Méditerranée Valence–Moirans-vasútvonal | TGV Thalys Ouigo Alta Velocidad Española Lyria Elipsos TER 61 ligne 14 Gap - Die - Valence - (Romans) |     |
| Gare d’Aix-en-Provence TGV          | Franciaország | Cabriès                             | LGV Méditerranée | TGV Thalys Ouigo Lyria Elipsos Alta Velocidad Española |     |
| Gare d’Antibes                      | Franciaország | Antibes                             | Marseille–Ventimiglia-vasútvonal | TGV Intercités Lyria ligne 3 ligne 4 ligne 6 |     |
| Gare d’Avignon TGV                  | Franciaország | Avignon                             | Combs-la-Ville-Saint-Louis-vasútvonal LGV Méditerranée | TGV Thalys Eurostar Alta Velocidad Española Ouigo Lyria Elipsos ligne 16 ligne 09 |     |
| Lausanne vasútállomás               | Svájc         | Lausanne                            | Simplon-vasútvonal Lausanne–Bienne-vasútvonal Lausanne–Bern-vasútvonal Lausanne–Genf-vasútvonal ligne de Lausanne à Vallorbe                                                                           | IC 1 Lyria EuroCity InterRégió RegioExpress R4 R3 R1 R2 R5 R6 R9 IC 5 |     |
| Paris Gare de Lyon                  | Franciaország | Párizs 12. kerülete                 | Párizs–Marseille-vasútvonal | TGV Lyria Noctilien Elipsos Trenitalia France A RER-vonal D RER-vonal Line R |     |
| Zürich Hauptbahnhof                 | Svájc         | Zürich                              | Altstetten–Zürich HB–Oerlikon-vasútvonal Zürichberglinie Zürich-Rapperswil-vasútvonal Zürich-Näfels-vasútvonal Zürich–Baden-vasútvonal Zürich–Winterthur-vasútvonal                                    | TGV Intercity-Express Railjet Lyria EuroCity Nightjet ECE 88 S2 S3 S5 S6 S7 S8 S9 S11 S12 S14 S15 S16 S19 S20 S21 S24 S25 S42 IC 1 IC 2 IC 3 IC 5 IC 8 IC 81 |     |